# Prosthechea chimborazoensis
Prosthechea chimborazoensis är en orkidéart som först beskrevs av Rudolf Schlechter, och fick sitt nu gällande namn av Wesley Ervin Higgins. Prosthechea chimborazoensis ingår i släktet Prosthechea och familjen orkidéer. Inga underarter finns listade i Catalogue of Life.